# Estuary English
Estuary English (EE, New London Voice) – odmiana wymowy języka angielskiego używana współcześnie głównie w południowo-wschodniej Anglii. Termin ten (dosłownie: „angielski ujścia rzeki”) został wprowadzony w 1984 przez brytyjskiego lingwistę Davida Rosewarne. Estuary English jest mieszaniną cech charykterystycznych dla Cockney i Received Pronunciation.

## Geografia i socjolingwistyka
Nazwa Estuary English wywodzi się stąd, że miejscem powstania tego dialektu jest region ujścia Tamizy. Dialekt można usłyszeć również w Londynie, na północ aż do Norwich i na zachód do Kornwalii.
EE jest szczególnie popularny wśród młodych ludzi w Anglii, ponieważ jest postrzegany jako wyrafinowany, lecz neutralny klasowo, w przeciwieństwie do RP uważanego za wymowę „elitarną”. EE można dziś usłyszeć w BBC, Izbie Gmin i wśród biznesmenów. Tradycjonaliści używający RP nazywają EE pogardliwie „Rivermouth”, uważając ten sposób mówienia za nienaturalny i prostacki.

## Fonetyka
Wśród użytkowników Estuary English istnieje zróżnicowanie fonetyczne, jako że wpływ na rozwój tej odmiany miał zarówno tradycyjny akcent londyński Cockney, jak i RP. Niemniej za cechy charakterystyczne EE uchodzą:
- wokalizacja /l/ do [w] w pozycji na końcu sylaby:

„A real salesman will always feel like a fool if he fails to sell or his deal falls through.”
- wymowa /r/ zbliżona akustycznie do amerykańskiej, choć zamiast retrofleksji występuje uniesienie centralnej części języka,
- przejście nagłosowego [ð] w [d] (zwłaszcza w Londynie)[3],
- spółgłoska [t] zastępowana zwarciem krtaniowym w pozycji na końcu sylaby,
- dyftong [eɪ] wymawiany szerzej jako [ɛɪ], [ʌɪ] lub [æɪ],
- przesunięcie [u]: ku przodowi, w kierunku [ʉ]:,
- akcentowanie przyimków i czasowników posiłkowych.

## Inne cechy
W porównaniu z tradycyjną angielszczyzną brytyjską w Estuary English występuje więcej amerykanizmów słownikowych i gramatycznych. Nie spotyka się natomiast form gramatycznych typowych dla Cockneya.